# Viola Odebrecht
Viola Odebrecht, född den 11 februari 1983 i Neubrandenburg, är en tysk före detta fotbollsspelare. 
Vid fotbollsturneringen under OS 2004 i Aten deltog hon i det tyska lag som tog brons. 